# Георги Янакиев (музикант)
Вижте пояснителната страница за други личности с името Георги Янакиев.
Георги „Жоро“ Янакиев е български бас китарист, вокал.

## Биография и творчество
Роден е на 19 декември 1970 г. в София. Първата си група „Зона“ създава през 1988 г. Записва един албум с нея. През 1996 г. напуска и става член на новосформираната тогава група „Кокомания“. С нея работи до 2001 г.
От май месец на 2005 г. е бас китарист на група „Сигнал“.
През януари 2016 издава своя първи самостоятелен албум „Лека нощ“. Съдържа девет песни, като музиката и някои от текстовете са негови.